# Roxana Maracineanu
Roxana Maracineanu (Bucarest, Rumania, 7 de mayo de 1975) es una nadadora francesa de origen rumano retirada especializada en pruebas de estilo espalda, donde consiguió ser subcampeona olímpica en 2000 en los 200 metros.

## Carrera deportiva
En el Campeonato Mundial de Natación de 1998 celebrado en Perth (Australia), ganó la medalla de plata en los 100 metros estilo , con un tiempo de 2:11.26 segundos, por delante de la alemana Dagmar Hase y la japonesa Mai Nakamura; dos años después, en los Juegos Olímpicos de Sídney 2000 ganó la medalla de plata en los 200 metros estilo espalda, con un tiempo de 2:10.25 segundos que fue récord nacional francés, tras la rumana Diana Mocanu (oro con 2:08.16 segundos que también fue récord nacional) y por delante de la japonesa Miki Nakao.

## Palmarés internacional
| Juegos Olímpicos               | Juegos Olímpicos   | Juegos Olímpicos  | Juegos Olímpicos |
| Año                            | Lugar              | Medalla           | Prueba           |
| ------------------------------ | ------------------ | ----------------- | ---------------- |
| 2000                           | Sídney (Australia) | Medalla de plata  | 200 m espalda    |
| Campeonato Mundial de Natación |                    |                   |                  |
| Año                            | Lugar              | Medalla           | Prueba           |
| 1998                           | Perth (Australia)  | Medalla de oro    | 200 m espalda    |
| Campeonato Europeo de Natación |                    |                   |                  |
| Año                            | Lugar              | Medalla           | Prueba           |
| 1997                           | Sevilla (España)   | Medalla de plata  | 100 m espalda    |
| 1997                           | Sevilla (España)   | Medalla de bronce | 200 m espalda    |
| 1999                           | Estambul (Turquía) | Medalla de oro    | 200 m espalda    |
| 1999                           | Estambul (Turquía) | Medalla de bronce | 100 m espalda    |